# Mistrzostwa Europy w Wioślarstwie 1910
18. Mistrzostwa Europy w Wioślarstwie odbyły się w dniu 15 sierpnia 1910 r. w belgijskiej Ostendzie (po raz 3. w historii). Zawodnicy rywalizowali w 5 konkurencjach wioślarskich. 

## Medaliści
| Konkurencja                 | Złoto | Srebro | Brąz | Źródło      |
| --------------------------- | --- | --- | --- | ----------- |
| M1x (jedynka)               | Gaston Delaplane | Moritz Stöckly | Enrico Bruna | [ 1 ] [ 2 ] |
| M2x (dwójka podwójna)       | Francja Gaston Delaplane · François Rocchesani | Włochy Enrico Bruna · Ercole Olgeni | – | [ 3 ] [ 2 ] |
| M2+ (dwójka ze sternikiem)  | Belgia Guillaume Visser · Urbain Molmans | Francja Mégrat · Profit | – | [ 4 ]       |
| M4+ (czwórka ze sternikiem) | Włochy Scipione del Giudice · Luigi Ermellini · Mario Tres · Brenno del Giudice · Giuseppe Mion (sternik)                                                                     | Belgia Guillaume Visser · Urbain Molmans · Gustave Wauters · Oscar van den Bossche                                                                                           | Francja | [ 5 ]       |
| M8+ (ósemka)                | Belgia Guillaume Visser · Urbain Molmans · Gustave Wauters · Georges Willems · Georges van den Bossche · Célestin van den Noordgate · Edmond van Waes · Oscar van den Bossche | Włochy Ercole Olgeni · Antonio Fontanella · Arturo Piazza · Enrico Bruna · Giovanni Scatturin · Agostino Wulten · Edoardo Signoretto · Aldo Bettini · G. Graziadei (sternik) | Węgry Béla Bányai · Antal Szebeny · Miklós Szebeny · György Szebeny · Kálmán Jesze · Sándor Hautzinger · Róbert Éder · Ferenc Kirchknopf · Károly Koch (sternik) | [ 6 ]       |

## Klasyfikacja medalowa
| Miejsce | Reprezentacja | Złoto | Srebro | Brąz | Razem |
| ------- | ------------- | ----- | ------ | ---- | ----- |
| 1.      | Francja       | 2     | 1      | 1    | 4     |
| 2.      | Belgia        | 2     | 1      | 0    | 3     |
| 3.      | Włochy        | 1     | 2      | 1    | 4     |
| 4.      | Szwajcaria    | 0     | 1      | 0    | 1     |
| 5.      | Węgry         | 0     | 0      | 1    | 1     |
| Razem   | Razem         | 5     | 5      | 3    | 13    |